# Gbavon
Gbavon är en klan i Liberia.   Den ligger i regionen Bomi County, i den västra delen av landet, 26 km norr om huvudstaden Monrovia.